# Baojun E300
Pour les articles homonymes, voir E300 (homonymie).
La Baojun E300 est une microcar à batterie produite par le constructeur automobile chinois SAIC-GM-Wuling Automobile sous la marque Baojun.

## Histoire

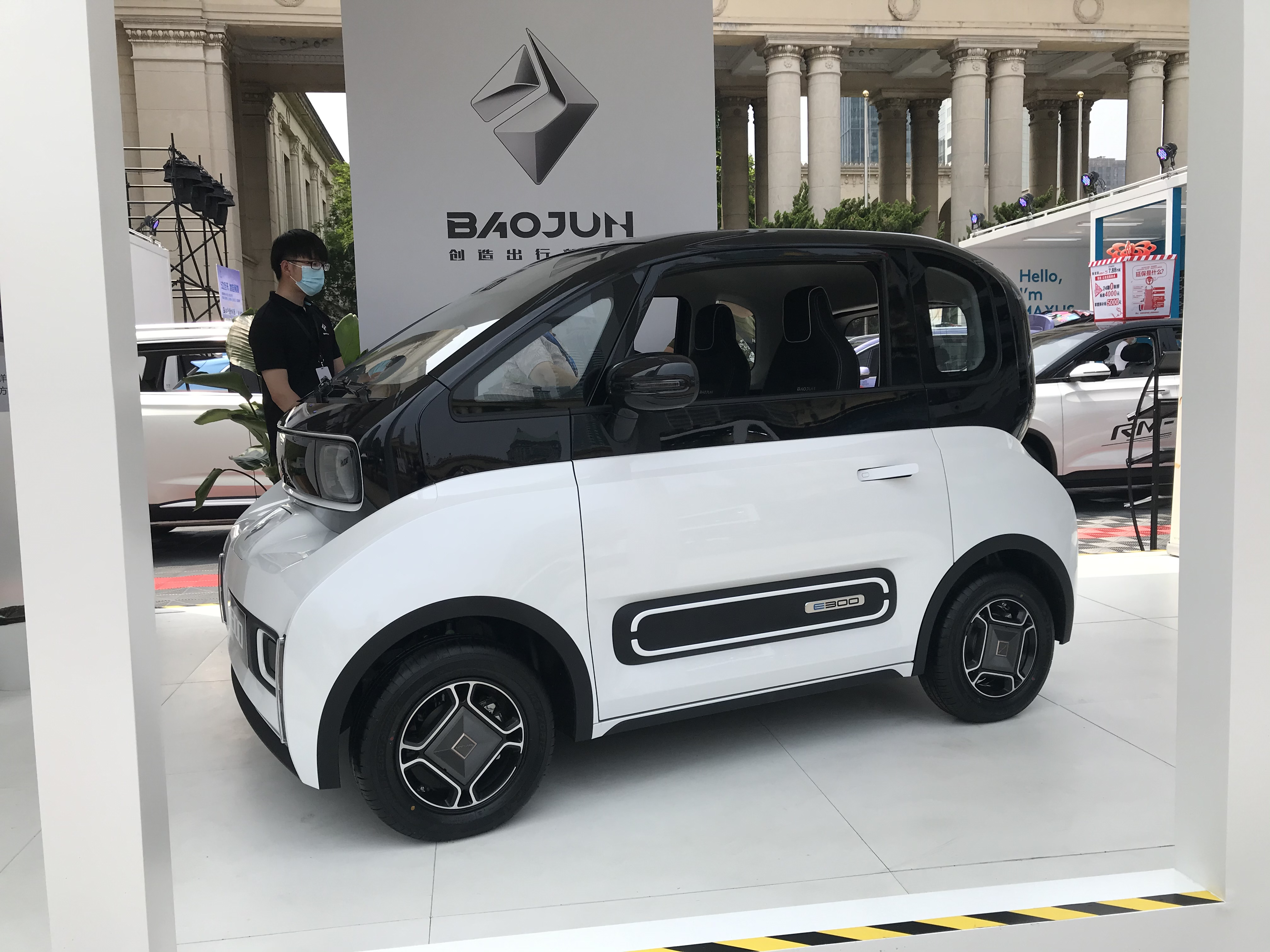
Baojun E300 côté

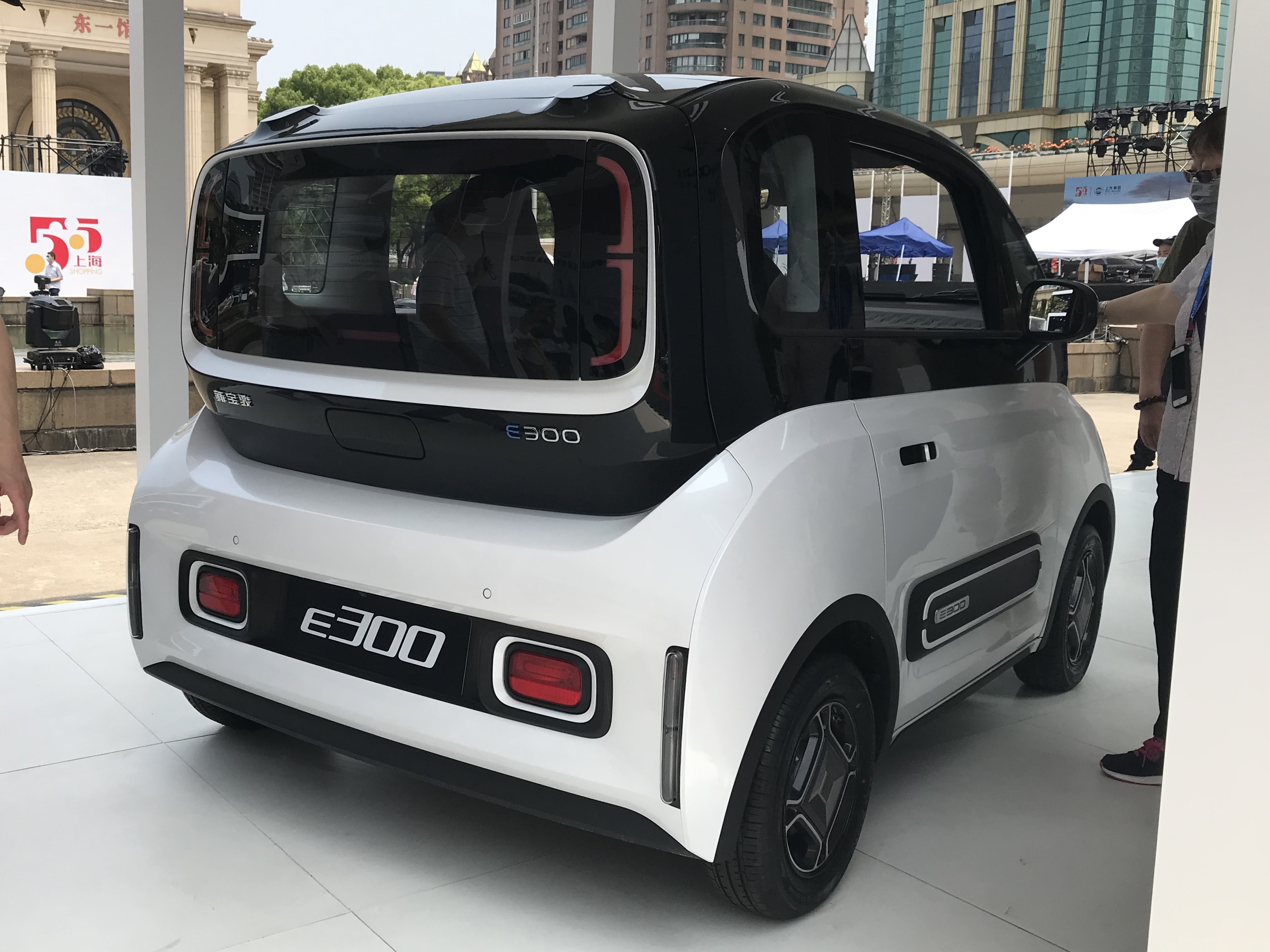
Baojun E300 arrière

SAIC-GM-Wuling a montré les premières photos du véhicule au design cubique en décembre 2019. À cette époque, elle était toujours annoncée en tant que nouveau véhicule énergétique (NVE). La microcar a fait sa première apparition publique en janvier 2020 dans le Guangxi. Le nom a également été annoncé. La E300 est vendue en Chine depuis mai 2020.
La voiture est proposée en E300 plus courte avec deux ou trois sièges ou en E300 Plus plus longue avec quatre sièges.